# Anton Pann
Anton Pann (Sliven, 1794 – Bucarest, 1854) è stato uno scrittore e musicista rumeno, considerato il massimo folklorista del suo Paese.

## Biografia
Pubblicò 80 volumi, tra cui Canti di stella (1822), Poesie varie o canti mondani (1831), La scuola di etica (1834), Fiabe e racconti (1839), La storia della parola(1847), Il Cantore della nostalgia (1850), Il racconto di zio A. (1851), Le stramberie di N.H (1853), Deșteaptă-te, române!.
Nel 1936 una sua biografia fu pubblicata in Inghilterra da Moses Gaster.